# Hanzestedenpad
Het Hanzestedenpad (SP 11) is een wandelroute van 120 kilometer langs een aantal voormalige Hanzesteden. (Er zijn echter enige varianten opgenomen, die tot een afwijkende afstand kunnen leiden.) In tegenstelling tot de andere streekpaden is het geen rondwandeling, doch een lijnwandeling: begin- en eindpunt zijn niet hetzelfde. Het is in beide richtingen gemarkeerd (met de bij streekpaden gebruikelijke geel-rode tekens) en beschreven. Het pad wordt beheerd door Wandelnet.
De route start in Doesburg, steekt met een veer de IJssel over en gaat via Dieren door weilanden en kleine bospartijen naar Zutphen. Van Zutphen tot Deventer zijn er twee routes: de westelijke loopt via Voorst en volgt voor een groot deel de westoever van de IJssel, terwijl de oostelijke via Gorssel door bosachtig gebied loopt. Van Deventer gaat de route aanvankelijk langs de IJsselkade en de IJssel-uiterwaarden, en dan via enige landgoederen naar Olst. Hierbij passeert men restanten van de IJssellinie uit de Koude Oorlog. Van Olst loopt de route door natuurgebied Duursche Waarden naar Wijhe, om via de uiterwaarden verder naar het noorden te gaan. Ter hoogte van Windesheim gaat de route door weilanden naar het station van Zwolle, waarbij de laatste kilometers door de bebouwde kom dienen te worden afgelegd. De hoofdroute gaat langs de IJssel naar Kampen.
Tevens zijn enige rondwandelingen en (van de hoofdroute afwijkende) lijnwandelingen beschreven:
- Etappe A: dagwandeling Oude IJsselvallei (22,0 km)
- Etappe B: dagwandeling De Hoofdige Boer (21,3km)
- Etappe C: dagwandeling Gorssel (24,2 km)
- Etappe D: dagwandeling Voorster klei (11,2 km)
- Etappe E: dagwandeling Twellose landgoederen (19,9 km)
- Etappe F: dagwandeling Rondje Olst (11,6 km)
- Etappe G: dagwandeling Het Nijenhuis (16,7 km) (van station Wijhe naar station Heino)
- Etappe H: rondwandeling Zwolle-Hattem
- Etappe I: dagwandeling Zwolle-Hasselt

Langs de route zijn hotels, kampeerterreinen en bed en breakfasts. Aansluitingen op het openbaar vervoer zijn in de genoemde plaatsen te vinden, met stations te Dieren, Brummen, Zutphen, Deventer, Olst, Wijhe, Zwolle en Kampen.
De route kruist te Doesburg en Brummen het Graafschapspad, te Brummen het Trekvogelpad, te Kampen het Zuiderzeepad en loopt tussen Zwolle en Hasselt samen met het Overijssels Havezatenpad.
Het pad volgt zo veel als mogelijk onverharde paden, maar een tamelijk groot deel gaat over asfalt.
Er zijn ook diverse fietsroutes die (een aantal van) de hierboven genoemde plaatsen aandoen, zie hiervoor het artikel Hanzeroute.

## Etappes
| etappe | van        | naar       | lengte (km) |
| ------ | ---------- | ---------- | ----------- |
| 1      | Doesburg   | Brummen    | 18,9        |
| 2      | Brummen    | Hoven      | 15,9        |
| 3      | Hoven      | Deventer   | 16,2        |
| 4      | Deventer   | Den Nul    | 17,0        |
| 5      | Den Nul    | Windesheim | 17,8        |
| 6      | Windesheim | Zwolle     | 17,8        |
| 7      | Zwolle     | Kampen     | 20,7        |

## Afbeeldingen

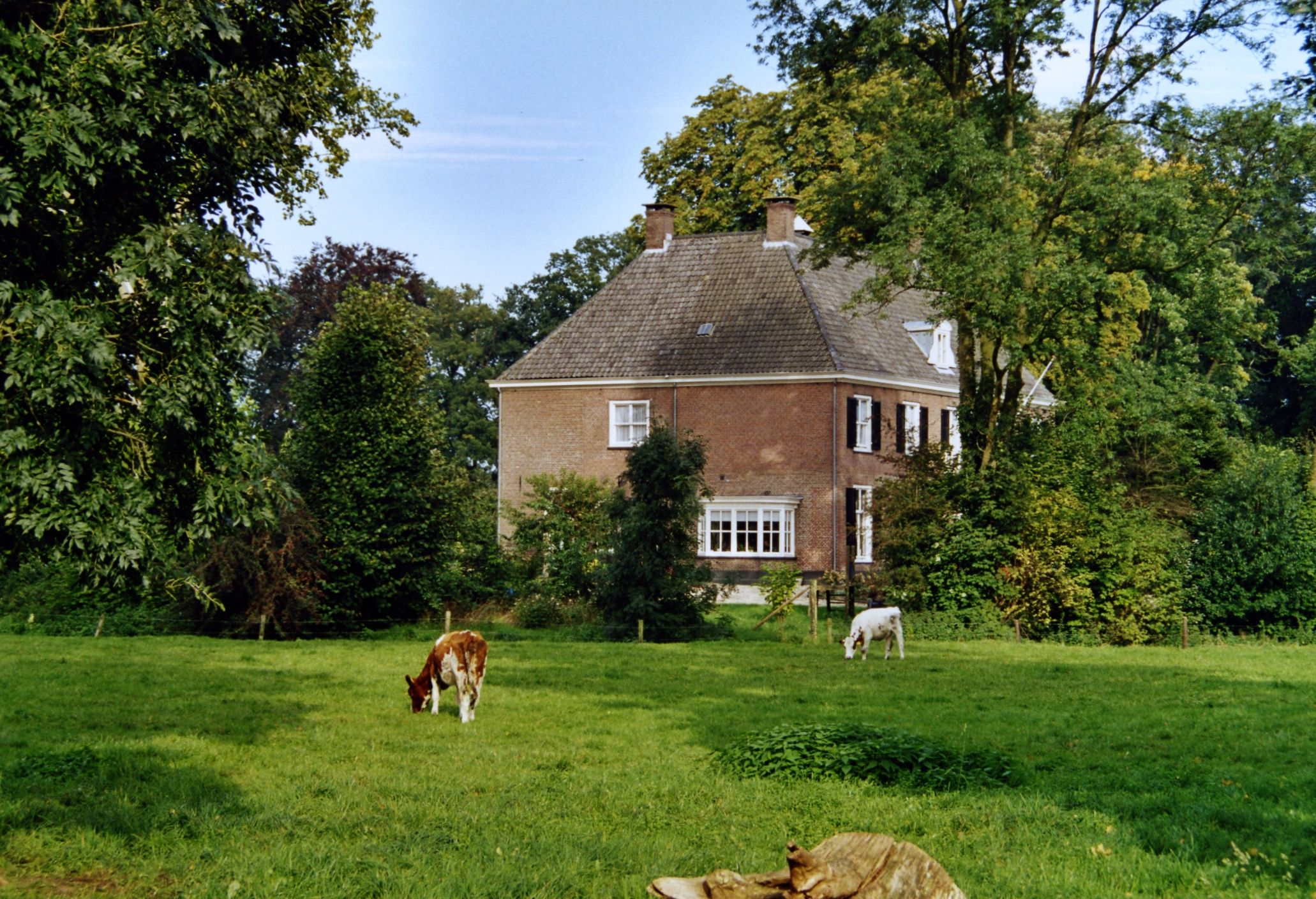
Huis de Bockhorst, Spankeren
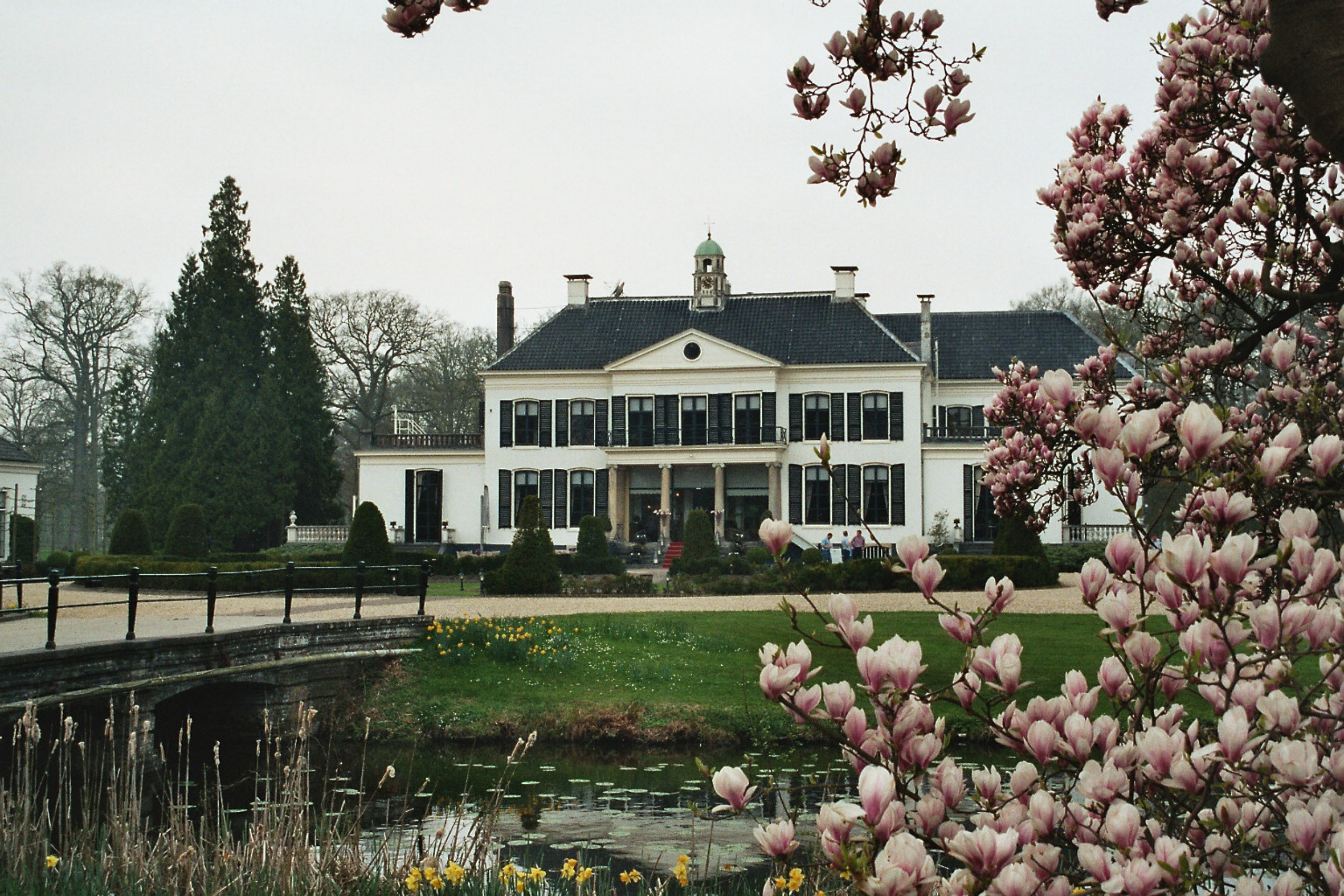
Groot Engelenburg, Brummen
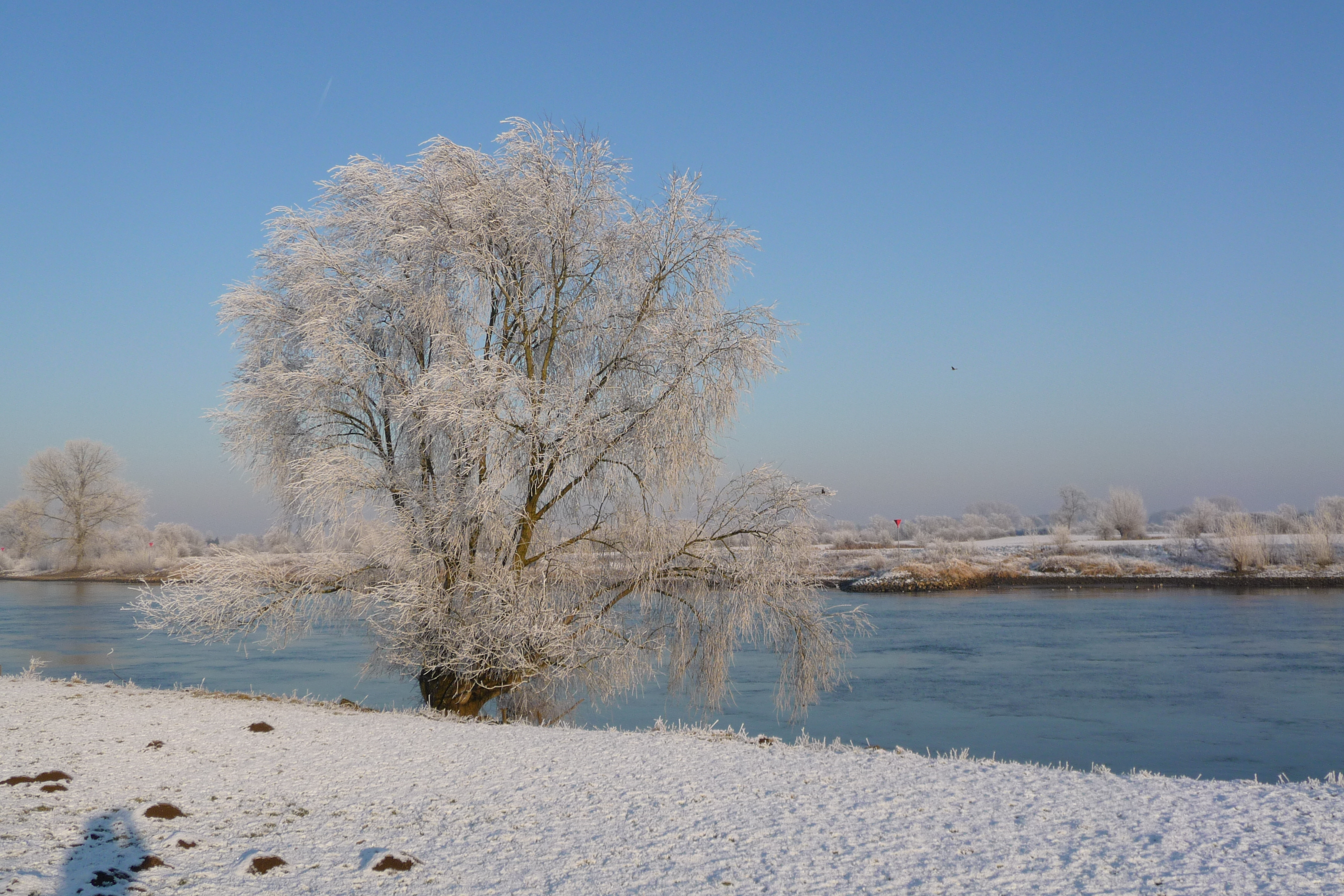
Ten noorden van Zutphen
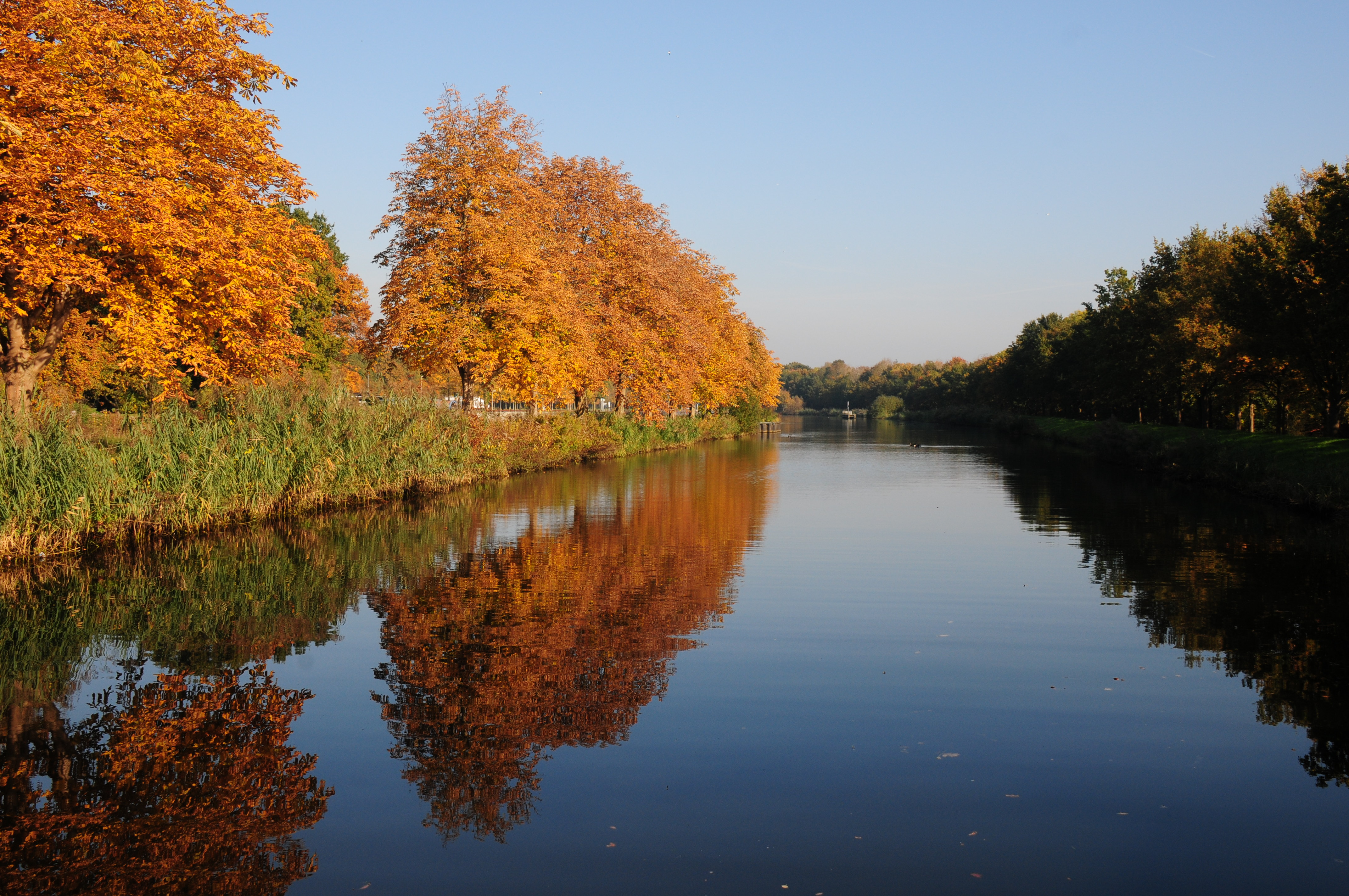
Twentekanaal bij Eefde
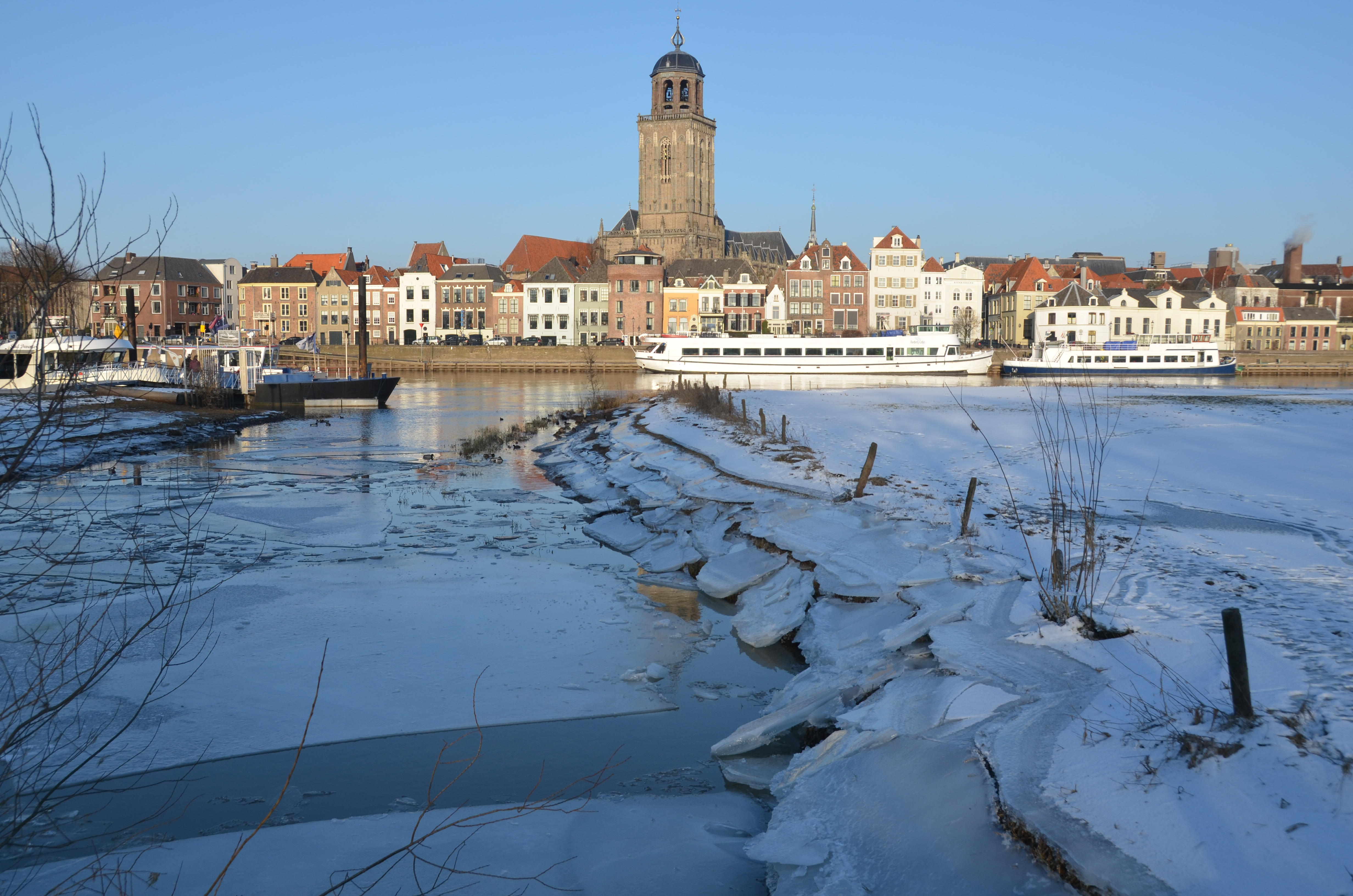
Deventer vanaf de veersteiger bij Steenenkamer
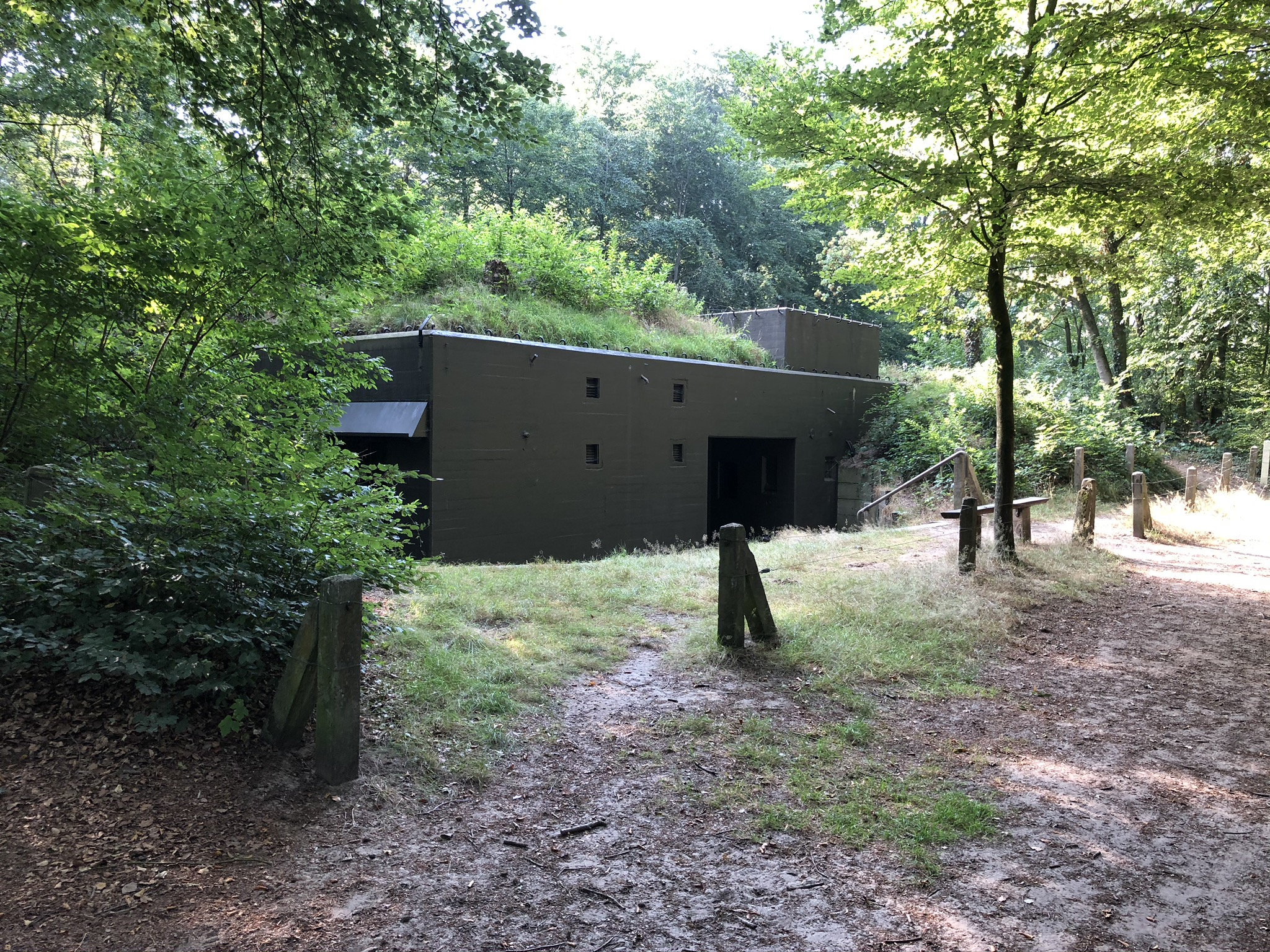
Commandobunker op landgoed De Haere
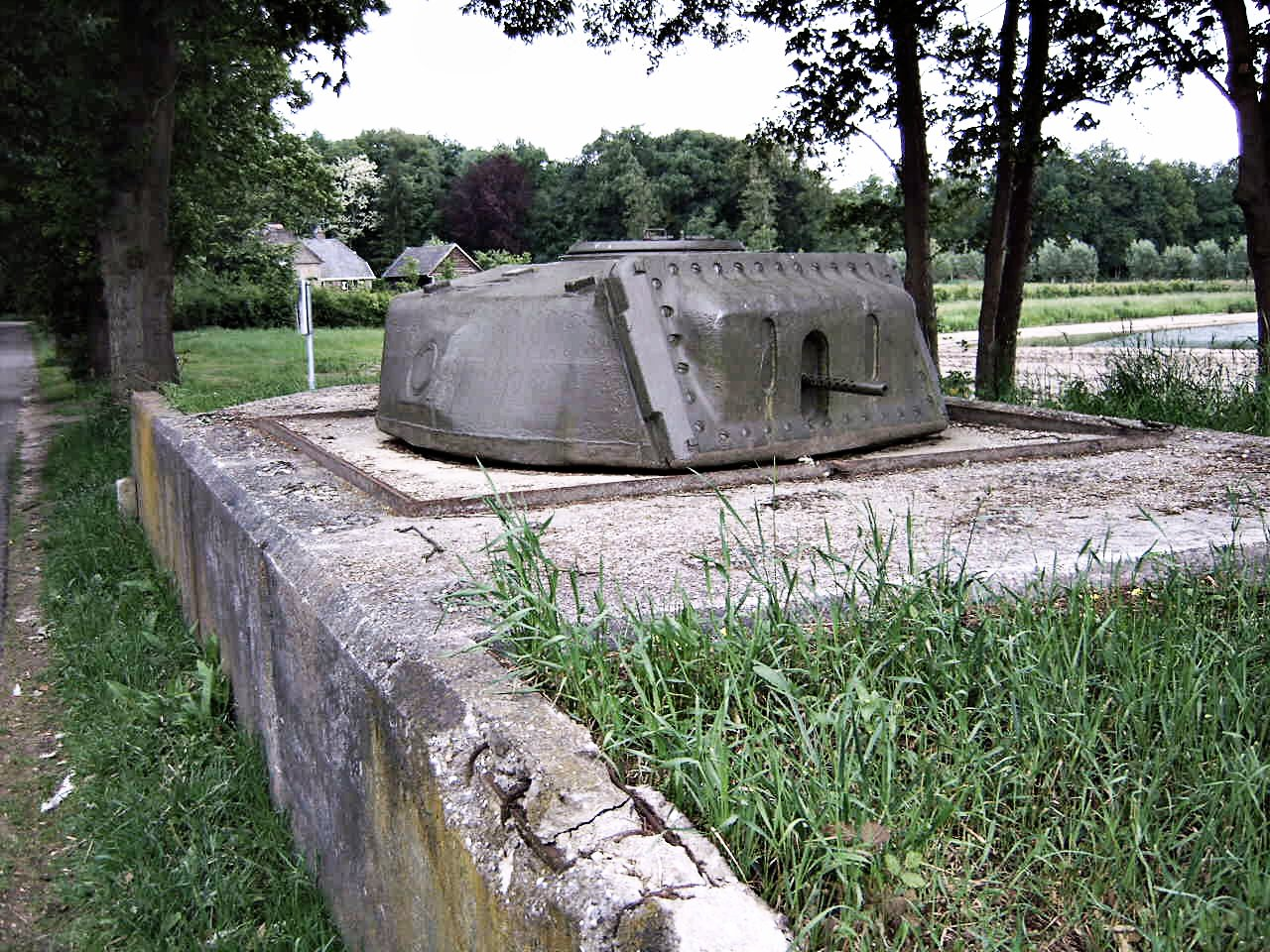
In beton gegoten tank bij Olst, onderdeel van de IJssellinie
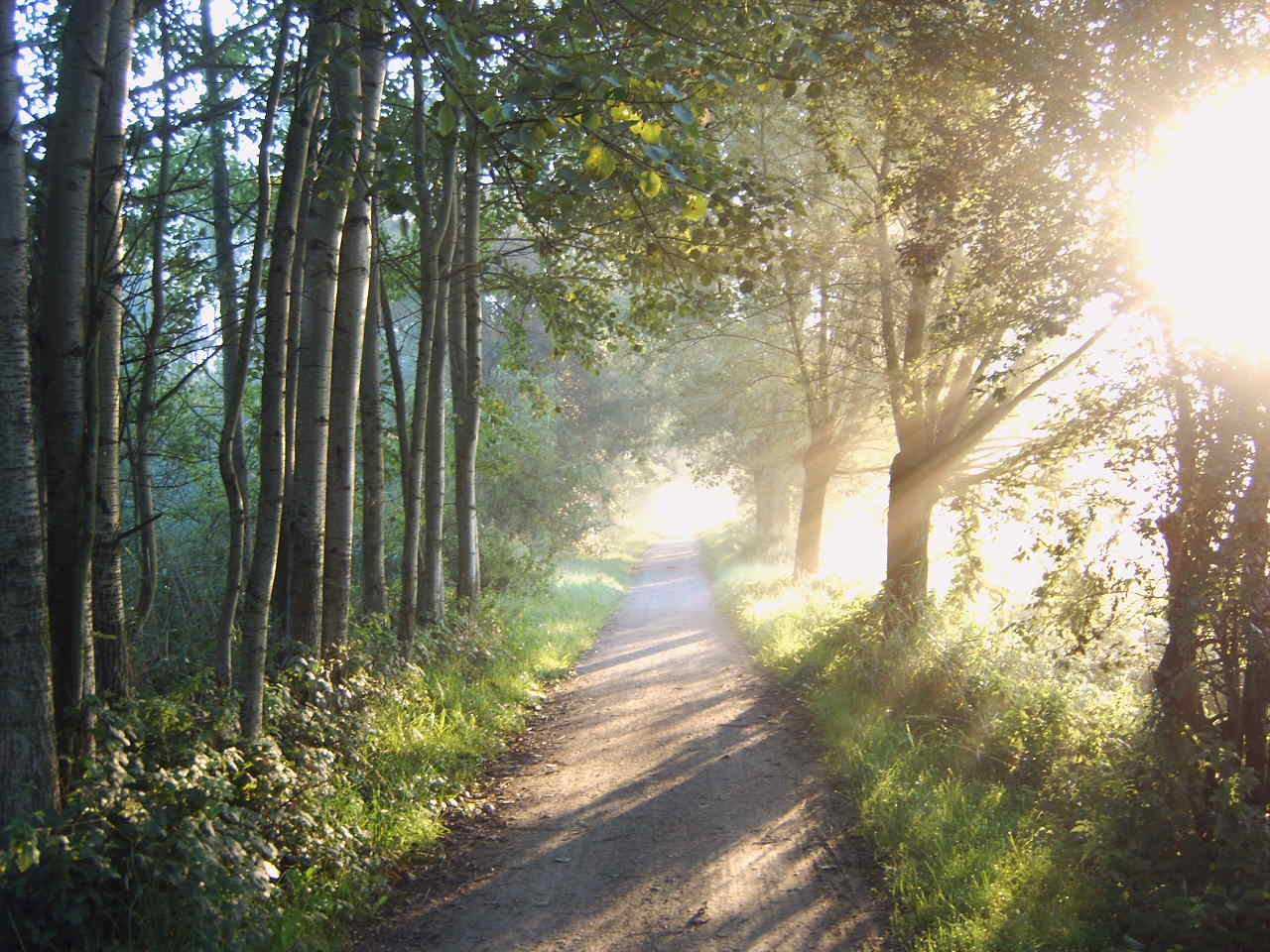
In het natuurgebied Duursche Waarden bij Olst
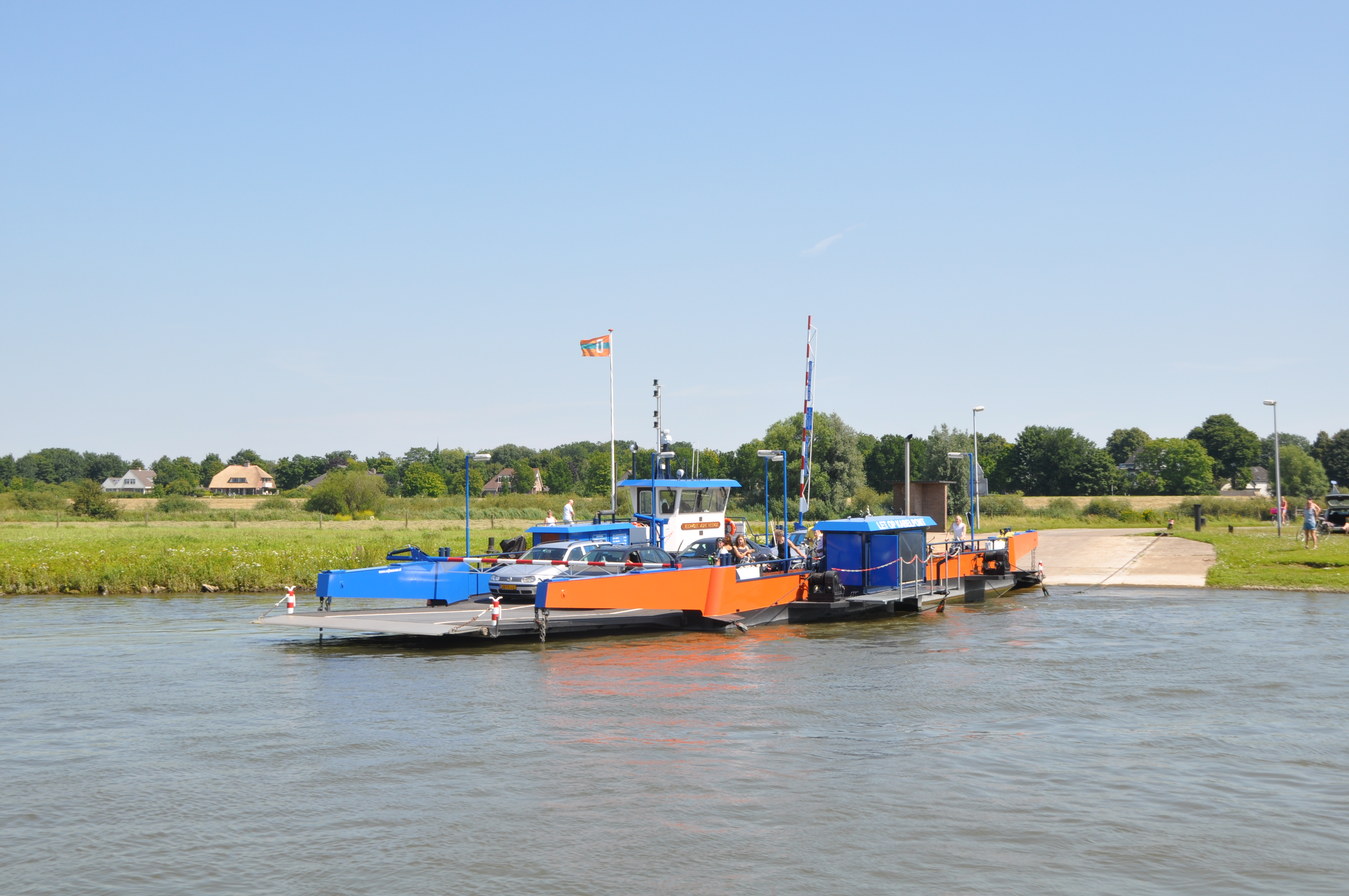
Veer bij Wijhe
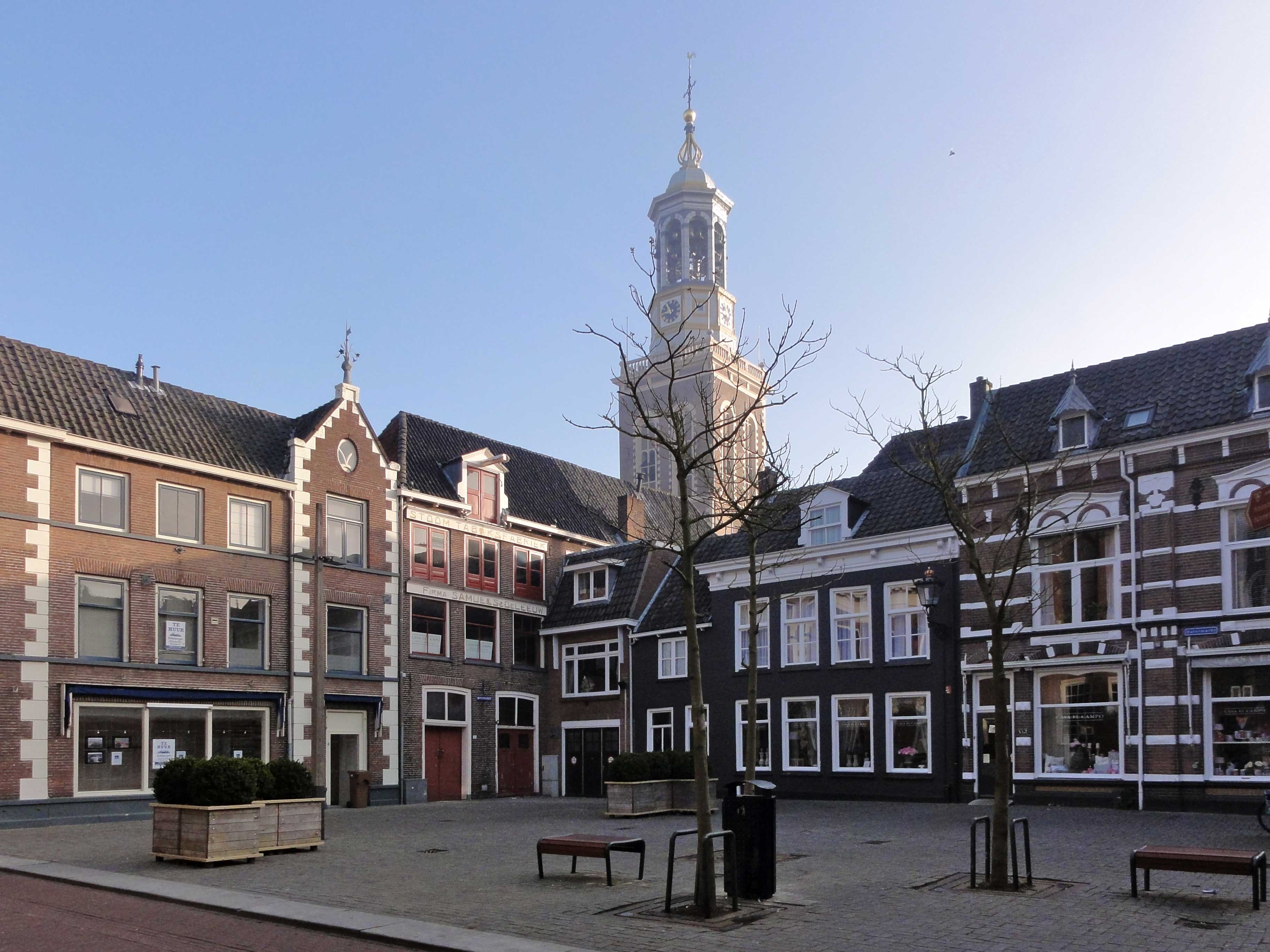
Botermarkt, Kampen